# Bój pod Milewem
Bój pod Milewem – starcie pomiędzy polskim 2 pułkiem ułanów a bolszewickim 29 pułkiem strzelców, rozegrane 13 sierpnia 1920 roku we wsi Milewo pod Płońskiem, w trakcie wojny polsko-bolszewickiej, zakończone polskim zwycięstwem i doszczętnym rozbiciem sowieckiego oddziału.

## Preludium
Na przełomie lipca i sierpnia 1920 roku 2 Grochowski pułk ułanów im. Dwernickiego dowodzony przez rtm. Wincentego Jasiewicza został przerzucony z Wołynia na północne Mazowsze. Wszedł tam w skład 8 Brygady Jazdy.
W tym czasie wojna z Rosją Sowiecką przybrała krytyczny obrót dla odrodzonego państwa polskiego. Wojska bolszewickiego Frontu Zachodniego przekroczyły linię Bugu i Narwi, zmierzając w kierunku Wisły. 8 Brygada Jazdy otrzymała zadanie osłony koncentracji nowo utworzonej 5. Armii gen. Władysława Sikorskiego. W dniach 2–8 sierpnia 2 p.uł. wraz z resztą brygady toczył w rejonie Ostrołęki ciężkie walki obronne z bolszewickim 3 Korpusem Kawalerii, w  których wyniku został zepchnięty w okolice Nowego Miasta.

## Przebieg boju
13 sierpnia, w ramach przygotowań do kontrofensywy nad Wkrą, 2 p.uł. wyruszył z Nowego Miasta do Płońska, a stamtąd skierował się na Stare Koziminy i Smardzewo. W straży przedniej, którą dowodził ppor. Edward Ciszewski, szły dwa plutony 2. szwadronu.
Dotarłszy do wsi Milewo, ułani zorientowali się, że nieopodal młyna na jej południowo-zachodnim krańcu znajduje się bolszewicka placówka z ciężkim karabinem maszynowym. Polacy błyskawicznie przystąpili do ataku, zdobywając ckm i biorąc do niewoli jego obsługę. Gdy jednak oba plutony wjechały do wsi, zostały ostrzelane przez ukrytych za zabudowaniami bolszewickich piechurów z 29 pułku strzelców. Ciszewski i dwóch innych ułanów odnieśli ciężkie rany.
W międzyczasie pod Milewem pojawiła się jednak reszta polskiego pułku. Wieś-ulicówka została zaatakowana z dwóch stron. Od strony Starych Koźmin uderzyły dwa pozostałe plutony 2. szwadronu, a od strony Płońska – 3. szwadron i jeden pluton 4. szwadronu. Koncentryczny atak doprowadził do rozgromienia bolszewickiego pułku. Jego wycofujące się resztki zostały pod Żelchami odcięte przez szwadron techniczny 2 p.uł.
Bolszewicy stracili około 120 poległych, wśród których znalazł się także dowódca 29 ps. Ponadto ułani wzięli około 150 jeńców i zdobyli trzy ckm-y. Polskie straty wyniosły kilkunastu zabitych i rannych. Bój pod Milewem został wspomniany w komunikacie Sztabu Generalnego WP nr 625 z 14 sierpnia 1920 roku.
Zwycięstwo wpłynęło pozytywnie na morale polskich żołnierzy, a 8 Brygadzie Jazdy umożliwiło przeprowadzenie w następnych dniach udanego wypadu na Ciechanów.

## Upamiętnienie
Bój pod Milewem był jedną z bitew i potyczek wojny polsko-bolszewickiej upamiętnionych na okolicznościowych tablicach, które 10 czerwca 2020 roku prezydent Andrzej Duda wręczył przedstawicielom samorządów i instytucji z województw, na których terenie znajdują się miejsca związane z Bitwą Warszawską 1920 roku.